# Lameiro
Le lameiro est un cépage blanc du Nord-Ouest du Portugal, région du Vinho verde, qui est autorisé pour l'élaboration d'un vin blanc de qualité. Longtemps cultivé en hautain, il est aujourd'hui conduit sur cruzeta.

## Synonyme
Ce cépage est aussi connu sous les noms de Branco da Lama, Branco de Lama, Branco Lameiro, Lameiras, Lameirinho, Luzidio, Molarinha, Molarinho.